# Championnats du monde de ski alpin 1958
Navigation
Cortina d'Ampezzo 1956 Squaw Valley 1960
Les championnats du monde de ski alpin 1958 ont eu lieu à Bad Gastein en Autriche du 2 au 9 février 1958.
Toni Sailer confirme ses succès olympiques de 1956 en remportant la descente, le géant et le combiné et une médaille d'argent en slalom.
Sailer abandonnera la compétition alpine en 1959 pour le cinéma.
Josef Rieder prive Toni Sailer d'un nouveau Grand Chelem.
En plus de l'or en slalom, il gagne l'argent en géant et en combiné.
La canadienne Lucille Wheeler réalise le doublé descente-géant.
Les Français Jean Vuarnet et François Bonlieu gagnent chacun une médaille de bronze en descente et en géant.

## Palmarès

### Hommes
| Épreuves | Or           | Argent       | Bronze                       |
| -------- | ------------ | ------------ | ---------------------------- |
| Descente | Toni Sailer  | Roger Staub  | Jean Vuarnet                 |
| Géant    | Toni Sailer  | Josef Rieder | François Bonlieu Roger Staub |
| Slalom   | Josef Rieder | Toni Sailer  | Chiharu Igaya                |
| Combiné  | Toni Sailer  | Josef Rieder | Roger Staub                  |

### Femmes
| Épreuves | Or                | Argent          | Bronze          |
| -------- | ----------------- | --------------- | --------------- |
| Descente | Lucille Wheeler   | Frieda Dänzer   | Carla Marchelli |
| Géant    | Lucille Wheeler   | Sally Deaver    | Frieda Dänzer   |
| Slalom   | Inger Bjørnbakken | Josefin Frandl  | Annemarie Waser |
| Combiné  | Frieda Dänzer     | Lucille Wheeler | Josefin Frandl  |

## Tableau des médailles
| Rang | Nations      | Or | Argent | Bronze | Total |
| 1    | Autriche     | 4  | 4      | 1      | 9     |
| 2    | Canada       | 2  | 1      | 0      | 3     |
| 3    | Suisse       | 1  | 2      | 4      | 7     |
| 4    | Norvège      | 1  | 0      | 0      | 0     |
| 5    | États-Unis   | 0  | 1      | 0      | 1     |
| 6    | France       | 0  | 0      | 2      | 2     |
| 7    | Japon Italie | 0  | 0      | 1      | 1     |